# Henning Jarnskor
Henning Jarnskor (Gøta, 15 novembre 1972) è un ex calciatore faroese, di ruolo centrocampista.

## Carriera

### Club
Durante la sua carriera ha giocato solamente con il GÍ Gøta, con cui conta 191 presenze e 71 gol.

### Nazionale
Conta 35 presenze e 2 reti con la Nazionale faroese.